# Зилински, Пауль
Па́уль Зили́нски (нем. Paul Zielinski; 20 ноября 1911, Германия — 20 февраля 1966, ФРГ) — немецкий футболист и футбольный тренер, играл на позиции полузащитника. Бронзовый призёр чемпионата мира 1934 года.

## Биография
В составе сборной Германии Зилински был основным игроком на чемпионате мира 1934 года, где сыграл во всех четырёх матчах сборной. На этом дебютном для себя чемпионате мира сборная Германии завоевала бронзовые медали. Всего за сборную Германии сыграл 15 матчей.
С 1960 по 1962 год работал главным тренером «Бохольта».
Скоропостижно скончался 20 февраля 1966 года в возрасте 54 лет.